# صرع رمعي عضلي تقدمي
أمراض الصرع الرمعي العضلي التقدمية (PME) هي مجموعة نادرة من أمراض التنكس العصبي الموروثة التي تتميز بالرمع العضلي، ومقاومة العلاج، والتدهور العصبي. يعتمد سبب أمراض الصرع الرمعي العضلي التقدمية إلى حد كبير على نوع الصرع الرمعي العضلي التقدمي. معظم أمراض الصرع الرمعي العضلي التقدمي ناتجة عن طفرات جسمية سائدة أو متنحية أو طفرات الميتوكوندريا. يؤثر موقع الطفرة أيضًا على وراثة وعلاج الصرع الرمعي العضلي التقدمي. من الصعب تشخيص أمراض الصرع الرمعي العضلي التقدمية بسبب عدم تجانسها الوراثي وعدم وجود طفرة جينية محددة لدى بعض المرضى. يعتمد التشخيص إلى حد كبير على تفاقم الأعراض والفشل في الاستجابة للعلاج. لا يوجد علاج حالي للصرع الرمعي العضلي التقدمي ويركز العلاج على إدارة الرمع العضلي والنوبات من خلال الأدوية المضادة للصرع (AED).
يعتمد عمر البداية على الصرع الرمعي العضلي التقدمي المحدد، لكنه يمكن أن يؤثر على الأشخاص من جميع الأعمار. في داء أونفيريشت-لوندبورغ يتراوح عمر البداية بين 6-15 عامًا، بينما في مرض الليبوفوسينوز السيرويدي العصبي البالغ (Adult NCL) يمكن أن يصل عمر البداية إلى 30 عامًا.
تشمل الأعراض في كثير من الأحيان الرمع العضلي الناجم عن الفعل أو المحفزات، والنوبات، والاعتلال العصبي، والتدهور المعرفي، وارتفاع (أو تموجات) أو عدم وجود إفرازات دماغية. إن تشخيص أولئك الذين شخصت إصابتهم بأمراض الصرع الرمعي العضلي التقدمي ضعيف. غالبًا ما يصبح الشخص معتمدًا على الكرسي المتحرك، ويدخل في حالة إنباتية بسبب الرمع العضلي، ويقصر متوسط العمر المتوقع.

## العلامات والأعراض
أكثر أعراض الصرع الرمعي العضلي التقدمي شيوعًا هو الرمع العضلي. يمكن أن يكون الرمع العضلي مجزأ أو متعدد البؤر ويمكن تحفيزه عن طريق الوضعية والأفعال والمحفزات الخارجية مثل الضوء والصوت واللمس. يختلف نوع الرمع العضلي بين أنواع الصرع الرمعي العضلي التقدمي. تشمل الأعراض الأخرى للصرع الرمعي العضلي التقدمي نوبات الغياب المعممة والمقوية والمنشطة وغير النمطية. في مرض لافورا تكون النوبات قذالية ويعاني الشخص من العمى العابر بالإضافة إلى الهلوسة البصرية. قد يعاني الشخص أيضًا من غيابات غير نمطية ونوبات جزئية وخيمية ومعقدة. في صرع الرمع العضلي مع الألياف الحمراء الخشنة (MERRF)، يعاني الشخص من الصرع المعمم مع الرمع العضلي والضعف والخرف.
مع تقدم الصرع الرمعي العضلي التقدمي، تنخفض القدرة العصبية ويمكن أن تؤدي إلى اعتلال عضلي، واعتلال عصبي، وتدهور إدراكي، وترنح مخيخي، وخرف. الأعراض المختلفة في كل من الصرع الرمعي العضلي التقدمي وبين الأفراد تجعل التشخيص صعبًا. لذلك، يعتمد تشخيص الصرع الرمعي العضلي التقدمي على عدم الاستجابة للأدوية المضادة للصرع والعلاج، لكن تشخيصه محدد يعتمد على الاختبارات الجينية، وتخطيط كهربية الدماغ (EEG)، وقياسات الإنزيمات والمزيد.

## التشخيص
يعتمد تشخيص الصرع الرمعي العضلي التقدمي على العلامات والأعراض لدى الفرد، بالإضافة إلى عدم الاستجابة للأدوية والعلاجات المضادة للصرع. يتضمن دعم التشخيص الإضافي نتائج مخطط كهربية الدماغ (EEG)، والاختبارات الجينية، واختبار الإنزيمات، وخزعات الجلد والعضلات. يمكن تشخيص داء غوشيه من خلال اختبار الإنزيمات لأنه مرض أيضي. يمكن تشخيص مرض لافورا باستخدام خزعات الجلد. في حين أن متلازمة الفشل الكلوي الرمعي العضلي (AMRF) لا يمكن تشخيصها إلا باستخدام الاختبار الجيني. قد يكون من الصعب استخدام مخطط كهربية الدماغ (EEG) كشكل من أشكال التشخيص لأن المرضى يختلفون في الفزيولوجيا العصبية لديهم. في مرض لافورا، يمكن لتخطيط كهربية الدماغ أن يُظهر تباطؤ النشاط الخلفي أو الإفرازات البؤرية بالإضافة إلى الإفرازات الصرعية. في تخطيط كهربية الدماغ (ULD) تظهر إفرازات صرعية معممة وفي مرضى MERRF يظهرون تباطؤًا في الخلفية. لذلك، من الأفضل إجراء التشخيص باستخدام مجموعة من الأدوات المختلفة مثل العلامات والأعراض، وعمر ظهور المرض، وتخطيط كهربية الدماغ، واختبار الجينات، وقياسات الإنزيمات، وخزعة الجلد والعضلات.

## التشخيص التفريقي
العنصر الرئيسي الذي يميز الصرع الرمعي العضلي التقدمي عن أشكال الصرع الأخرى هو التدهور التقدمي ومقاومة العلاج. ولذلك، في المراحل المبكرة من الصرع الرمعي العضلي التقدمي قد تظهر الأعراض وتخطيط كهربية الدماغ مثل الصرع المعمم، والصرع الرمع العضلي عند الأحداث، والصرع الرمع العضلي الحميد في مرحلة الطفولة، ومرض هنتنغتون. من الضروري التأكد من أن العلاج الأولي مناسب لقياس مدى تقدم الحالة. العلاج غير الصحيح يمكن أن يؤدي أيضًا إلى تشخيص خاطئ للصرع الرمعي العضلي التقدمي.

## العلاج
لا يوجد علاج للصرع الرمعي العضلي التقدمي. بدلًا من ذلك يتم بذل الجهود في إدارة الأعراض، وتحديدًا الرمع العضلي والنوبات المرضية، لأنها يمكن أن تسبب ضررًا كبيرًا للفرد. ومع ذلك، قد يكون علاج الأعراض بالأدوية المضادة للصرع أمرًا صعبًا لأن الأفراد المصابين بالصرع الرمعي العضلي التقدمي يمكن أن يصبحوا مقاومين. بعض الأدوية المضادة للصرع المستخدمة في العلاج هي حمض فالبرويك، والبنزوديازيبينات، والفيهوباربيتال، والبيراسيتام، والزونيساميد، والكلونازيبام، والليفيتيراسيتام. ومن المهم ملاحظة أن بعض الأدوية المضادة للصرع يمكن أن تؤدي إلى تفاقم الأعراض، مثل فيغاباترين، كاربامازيبين، الفينيتوين، وجابابنتين. يعد كلونازيبام حاليًا الدواء الوحيد المعتمد من قبل إدارة الغذاء والدواء الأمريكية (FDA) كعلاج وحيد لنوبات الرمع العضلي. العلاجات الأخرى التي تم استخدامها في مرضى الصرع الرمعي العضلي التقدمي هي التحفيز العميق للدماغ، وتحفيز العصب المبهم، والنظام الغذائي ولكن لم يثبت أنها تحسن النوبات.